# Põdrala
Põdrala è un comune rurale dell'Estonia meridionale, nella contea di Valgamaa. Il centro amministrativo è la località (in estone küla) di Riidaja.

## Località
Oltre al capoluogo, il comune comprende altre 13 località.
Karu - Kaubi - Kungi - Leebiku - Liva - Lõve - Pikasilla - Pori - Reti - Rulli - Uralaane - Vanamõisa - Voorbahi